# Рулин, Виктор Петрович
Виктор Петрович Рулин (1913—1981) — советский военный лётчик. В военно-воздушных силах Рабоче-крестьянской Красной Армии и Советской армии служил с 1933 по 1955 год. Участник вооружённых конфликтов у озера Хасан и на реке Халхин-Гол, советско-финской и Великой Отечественной войн. Гвардии подполковник. С конца 1943 года по апрель 1944 года и с февраля по май 1945 года исполнял обязанности командира 5-го гвардейского истребительного авиационного полка. В 1973 году совместно с Н. Г. Ильиным опубликовал мемуары о лётчиках и боевом пути 5-го ГвИАП.

## Биография
Виктор Петрович Рулин родился 7 апреля 1913 года в городе Грозный, Российской империи в рабочей семье Петра Алексеевича и Натальи Михайловны Рулиных. Русский. Отец, Петр Алексеевич, занимался поиском и добычей нефти в Баку и Грозном, затем семья переехала в Старый Двор, а после семья перебралась в Москву. В Москве Петр Алексеевич работал токарем на заводе "Динамо". Виктор Петрович Рулин был представлен к званию Героя Советского Союза.

### В ВВС РККА
В ряды Рабоче-крестьянской Красной армии В. П. Рулин был призван Пролетарским районным военкоматом города Москвы 3 августа 1933 года. В 1934 году окончил 11-ю военную авиационную школу пилотов имени пролетариата Донбасса в Луганске. Военную службу начал на Дальнем Востоке. С лета 1936 года служил в составе 47-го истребительного авиационного полка на аэродроме Камень-Рыболов Хасанского района Уссурийской области. Боевое крещение принял во время вооружённого конфликта у озера Хасан. С 1 по 11 августа 1938 года на самолёте И-16 совершил несколько боевых вылетов на штурмовку зенитных батарей и позиций наземных войск японцев. В 1939 году участвовал в боях на реке Халхин-Гол и в районе озера Буйр-Нуур в Монгольской Народной Республике. По некоторым данным на истребителе И-153 в групповом бою сбил один самолёт противника. За отличие в боях с японскими милитаристами награждён двумя орденами Красного Знамени. С началом советско-финской войны написал рапорт о переводе в боевую часть. Зимой-весной 1940 года участвовал в боях на Карельском перешейке. После завершения Зимней войны батальонный комиссар В. П. Рулин был назначен на должность военкома 129-го истребительного авиационного полка, формирование которого началось в мае 1940 года в городе Орше.

### Участие в Великой Отечественной войне
Начало Великой Отечественной войны застало В. П. Рулина в Западной Белоруссии на аэродроме Тарново в двенадцати километрах от новой границы. С первых часов войны Виктор Петрович совместно с командиром полка капитаном Ю. М. Беркалем осуществлял непосредственное руководство боевой работой полка. Он также вёл большую политическую работу среди личного состава воинской части, умело руководил полковыми партийной и комсомольской организациями и за короткий срок сумел превратить лётный и технический состав полка в спаянный боеспособный коллектив. Сражаясь на Западном и Калининском фронтах, 129-й истребительный авиационный полк хорошо зарекомендовал себя в Белостокско-Минском приграничном сражении и в битвах за Смоленск и Москву. За отличие в боях 6 декабря 1941 года полк одним из первых в ВВС СССР получил гвардейское звание, став 5-м гвардейским истребительным авиационным полком.
Почти весь 1942 год 5-й ГвИАП сражался на Калининском фронте в Битве за Ржев. Батальонный комиссар В. П. Рулин к декабрю 1942 года лично совершил 76 боевых вылетов в качестве ведущего авиационных групп и звеньев истребителей, в том числе 56 — на прикрытие своих наземных войск, 7 — на сопровождение штурмовиков и бомбардировщиков, 11 — на штурмовку войск противника и его аэродромов. Виктор Петрович участвовал в 11 воздушных боях, и 2 января 1942 года одержал свою первую документально подтверждённую воздушную победу в Великой Отечественной войне, сбив немецкий бомбардировщик Ю-88.
Поздней осенью 1942 года в связи с упразднением института военных комиссаров В. П. Рулин получил воинское звание гвардии подполковника и был назначен на должность заместителя командира полка по политической части. Сражаясь в этой должности до конца войны на Юго-Западном, 3-м и 1-м Украинском фронтах, Виктор Петрович принимал участие в воздушной блокаде окружённой в Сталинграде немецкой группировки, освобождал Донбасс и нижнее Поднепровье, громил врага в небе Украины, на территории Польши и Германии. По мнению полковник-инженера П. М. Ожимкова именно боевая деятельность Рулина стала главным и определяющим условием его авторитета. Высокую оценку Пётр Михайлович давал Рулину и как замполиту:

Действенность и доходчивость воспитательной работы комиссара полка состояла в том, что он учил подчиненных не только словами, но и личными боевыми делами, комиссар полка много времени проводил среди лётчиков и как старший их товарищ умело вёл с ними простой душевный разговор, и не только на отвлеченную тему, шутками и юмором, но и целенаправленно, не упуская возможностей для воспитания и дружеской поддержки их в трудной обстановке, особенное внимание он уделял молодым лётчикам— Ожимков П. М. Из воспоминаний о войне
В дни особенно напряжённой боевой работы полка гвардии подполковник В. П. Рулин неизменно подолгу находился на аэродроме, помогая по радио уставшим лётчикам, часто возвращавшимся на неисправных машинах, производить посадку. Пройдя всю войну от первого до последнего дня в составе своего полка, Виктор Петрович воспитал много боевых лётчиков, довёл их от сержантов до майоров, от вчерашних выпускников лётных училищ до командиров эскадрилий. Четырнадцать человек из них получили высокое звание Героя Советского Союза.
После неудачной посадки командира полка В. А. Зайцева, случившейся в конце 1943 года, гвардии подполковник В. П. Рулин до апреля 1944 года исполнял обязанности командира 5-го гвардейского истребительного авиационного полка. С 11 февраля 1945 года и до конца войны Виктор Петрович вновь осуществлял руководство боевым соединением. Под его непосредственным командованием полк произвёл 1468 боевых вылетов. В воздушных боях гвардейцы Рулина сбили 48 вражеских самолётов, потеряв при этом только три своих машины и двух лётчиков. В ходе осуществлённых штурмовок полком было уничтожено и повреждено 20 самолётов противника на аэродромах, 5 танков и тягачей, 1600 автомашин с пехотой и грузами, 1570 повозок с военным имуществом, 29 паровозов, 117 железнодорожных вагонов, 8 железнодорожных и 14 автомобильных цистерн с горюче-смазочными материалами, разрушено 3 моста, 43 здания, превращенные немцами в опорные пункты, создано 130 крупных очагов пожара, подавлен огонь 58 орудий зенитной артиллерии, истреблено и рассеяно более 1700 солдат и офицеров неприятеля. Во время ликвидации окружённых группировок противника в районах Оппельна и Глогау полк совершал по 45—50 успешных боевых вылетов в день, чем в значительной степени содействовал успешным действиям своих наземных частей. 7 раз личному составу полка объявлялись благодарности от имени командиров корпусов и дивизий. За отличие в Берлинской операции 5-й гвардейский истребительный авиационный полк был удостоен почётного наименования «Берлинский», а за эффективную боевую работу при взятии города Дрездена награждён орденом Богдана Хмельницкого 2-й степени. По документам лично гвардии подполковник В. П. Рулин за время Великой Отечественной войны на самолётах И-153, МиГ-3, ЛаГГ-3, Ла-5Ф, и Ла-7 произвёл 131 успешный боевой вылет, одержал три индивидуальные и три групповые воздушные победы. Согласно списку Г. А. Баевского к концу войны на личном боевом счету Рулина значилось более 300 боевых вылетов, в ходе которых он лично сбил 5 самолётов противника и ещё 9 в составе группы.

### После войны
После окончания Великой Отечественной войны В. П. Рулин остался в истребительной авиации. Служил в Эстонии, в городе Кейла, и под Архангельском, в посёлке  Талаги. С 1955 года гвардии подполковник Рулин в отставке. Жил в Москве. Активно участвовал в ветеранском движении, являлся неизменным организатором встреч однополчан. В 1973 году совместно с Н. Г. Ильиным издал книгу воспоминаний о войне «Гвардейцы в воздухе». Умер Виктор Петрович 4 декабря 1981 года. Похоронен на Котляковском кладбище столицы.

## Список известных личных побед В. П. Рулина
| № | Дата       | Тип самолёта       | Место боя    |
| - | ---------- | ------------------ | ------------ |
| 1 | 02.01.1942 | Юнкерс Ju 88       | -            |
| 2 | 12.03.1943 | Мессершмитт Bf.109 | Голая Долина |

## Награды
- пять орденов Красного Знамени  (27.10.1938; 17.11.1939; 03.11.1944; 11.05.1945; 03.11.1953[13])[2][3][11];
- орден Отечественной войны 1-й степени (30.07.1943) изначально был представлен к ордену Ленина[3];
- два ордена Красной Звезды (30.11.1941; 20.06.1949[13])[10];
  - медали, в том числе:
  - «За боевые заслуги» (03.11.1944[13])[11];
  - «За победу над Германией в Великой Отечественной войне 1941—1945 гг.»;
  - «За взятие Берлина»;
  - «За освобождение Праги».

## Оценки и мнения
«Нет более точного слова для определения и выражения уважения, близости и авторитета к начальнику воинского коллектива со стороны его подчинённых, — чем произвольно возникшее для него — БАТЯ.
Многие, и очень часто, „батей“ называли в авиаполку заместителя командира по политчасти Виктора Петровича Рулина. Это высокое простонародное звание им было заслужено его душевной простотой, заботой и вниманием ко всем подчиненным; его трудолюбием, а главное — его боевыми делами во время полётов… На фронте Виктор Петрович часто по своей инициативе поднимался на своем боевом самолёте Ла-5 и вместе с подчинёнными ему лётчиками летал на выполнение боевых заданий, разделяя с ними всю опасность их боевой жизни, и это было главным и определяющим условием его авторитета. Об этом свидетельствует его славная боевая и трудовая биография военного лётчика». — Ожимков Пётр Михайлович «Из воспоминаний о войне».

«Комиссаром полка был подполковник Виктор Петрович Рулин, который к тому времени уже имел боевой опыт и боевые награды. Они вместе с В. А.Зайцевым на самые ответственные и сложные боевые задания водили весь лётный состав полка. От них мы перенимали опыт, учились бить противника так же, как делали это они, а главное это то, что командир и комиссар привили у лётчиков чувство безграничной любви к Родине, беззаветной преданности народу, чувства жгучей ненависти к врагу… В. А.Зайцева и В. П. Рулина — нашего боевого комиссара летчики любили и уважали — весь личный состав, все гвардейцы…».  — Воспоминания участника Великой Отечественной войны, Героя Советского Союза, генерал-майора авиации Лавейкина Ивана Павловича.

«Выполняя боевые задания наиболее активно, храбро и героически проявили себя; мл. лейтенант И. Л. Юхимович, открывший счёт сбитым самолётам противника, в 29 Краснознамённом авиаполку прибывшем с Дальнего Востока; командиры авиаэскадрилий, капитаны — А. А. Тормозов, Н. И. Морозов, Н. К. Петров, майор А. Д. Гребнев, комиссар аэ ст. лейтенант И. М. Дудин и другие отличались меткостью удара по врагу; батальонный комиссар 5 гиап В. П. Рулин с первого захода сбил Ju-88». — ВВС  Калининского фронта в битве под Москвой.

## Фотографии из личных архивов
- На крыле одного из двух самолётов Ла-5Ф «Веселые ребята», переданных джаз-оркестром Леонида Утесова летчикам 5-го ГвИАП, стоят комиссар полка В. Рулин (слева) и Л. Утесов (справа)

## Документы
- Общедоступный электронный банк документов «Подвиг Народа в Великой Отечественной войне 1941—1945 гг.» Дата обращения: 5 мая 2014. Архивировано из оригинала 13 марта 2012 года.

Орден Красного Знамени. Приказ от 03.11.1944 (архивный реквизит 37989912).
Орден Красного Знамени. Приказ от 03.05.1945 (архивный реквизит 38068199).
Орден Отечественной войны 1-й степени (архивный реквизит 16584811).
Орден Красной Звезды (архивный реквизит 10081564).